# Мюнхеберг
Мюнхеберг (нім. Müncheberg) — місто в Німеччині, розташоване в землі Бранденбург. Входить до складу району Меркіш-Одерланд.
Площа — 151,93 км2. Населення становить 7003 ос. (станом на 31 грудня 2020).

## Демографія
- Динаміка населення з 1875 року в сучасних кордонах (Синя лінія: населення; Пунктир: відносна порівняльна динаміка населення землі Бранденбург; Сірий фон: період Третього рейху; Помаранчевий фон: період НДР)
- Динаміка населення (синя лінія) і прогнози

| Рік  | Населення |
| ---- | --------- |
| 1875 | 6 792     |
| 1890 | 6 967     |
| 1910 | 6 695     |
| 1925 | 7 570     |
| 1939 | 8 131     |
| 1950 | 8 565     |
| 1964 | 7 933     |

| Рік  | Населення |
| ---- | --------- |
| 1971 | 7 844     |
| 1981 | 7 408     |
| 1985 | 7 203     |
| 1990 | 7 006     |
| 1995 | 8 003     |
| 2000 | 8 018     |
| 2005 | 7 471     |

| Рік  | Населення |
| ---- | --------- |
| 2010 | 7 150     |
| 2015 | 6 783     |
| 2016 | 6 820     |
| 2017 | 6 827     |
| 2018 | 6 870     |
| 2019 | 6 945     |
| 2020 | 7 003     |

Джерела даних вказані на Wikimedia Commons.

## Галерея

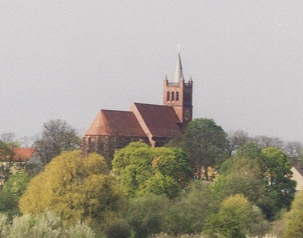
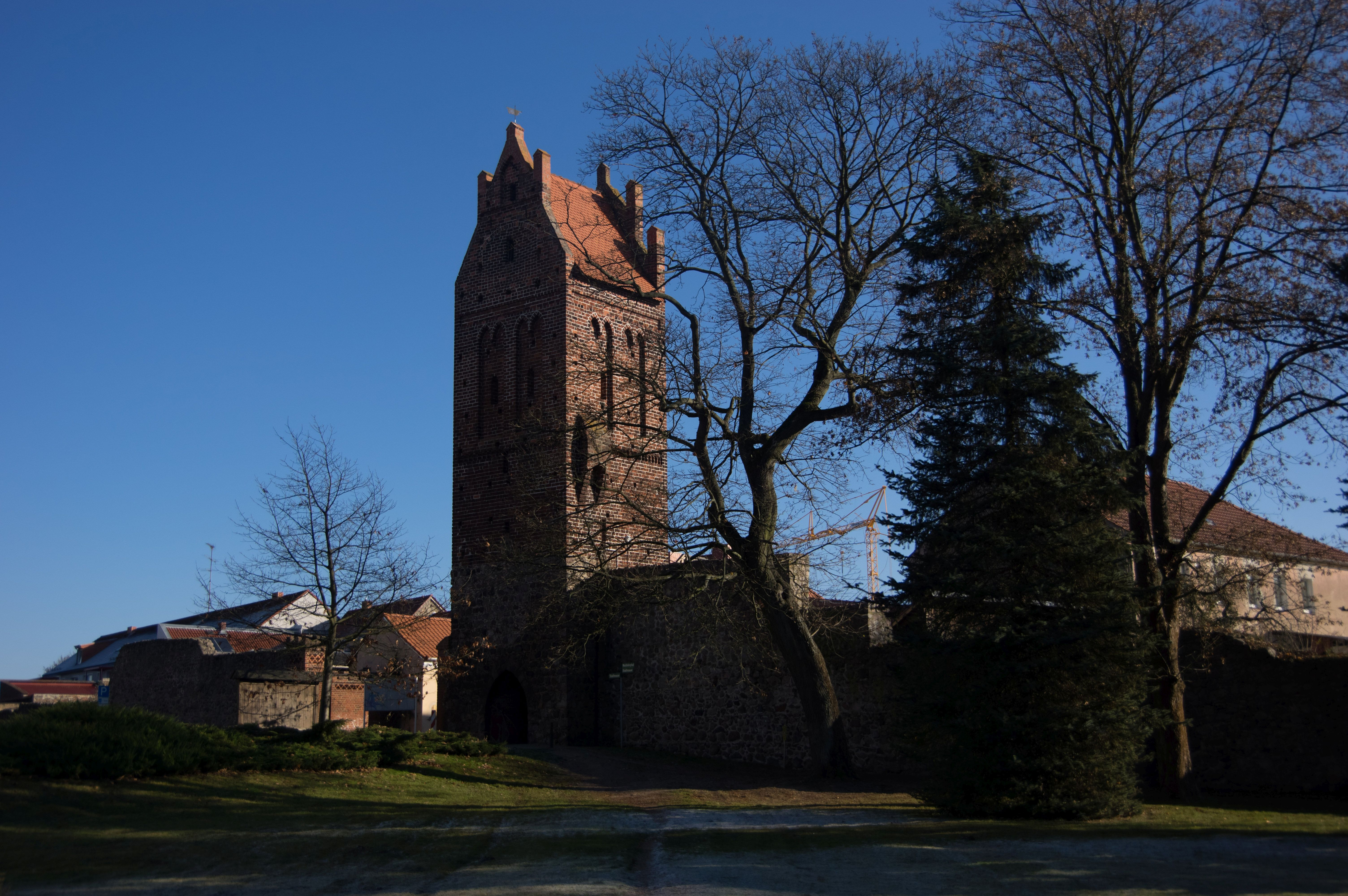
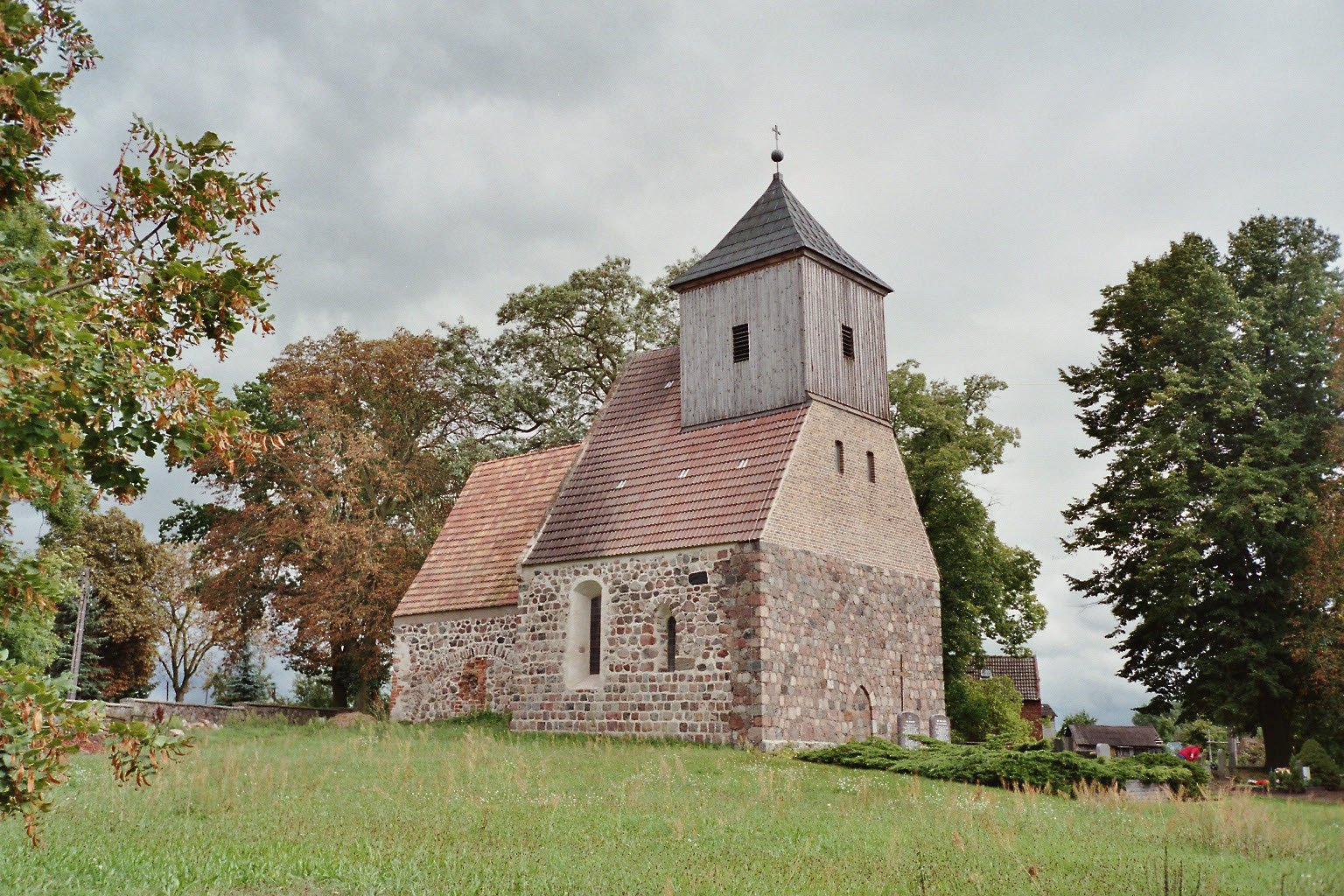
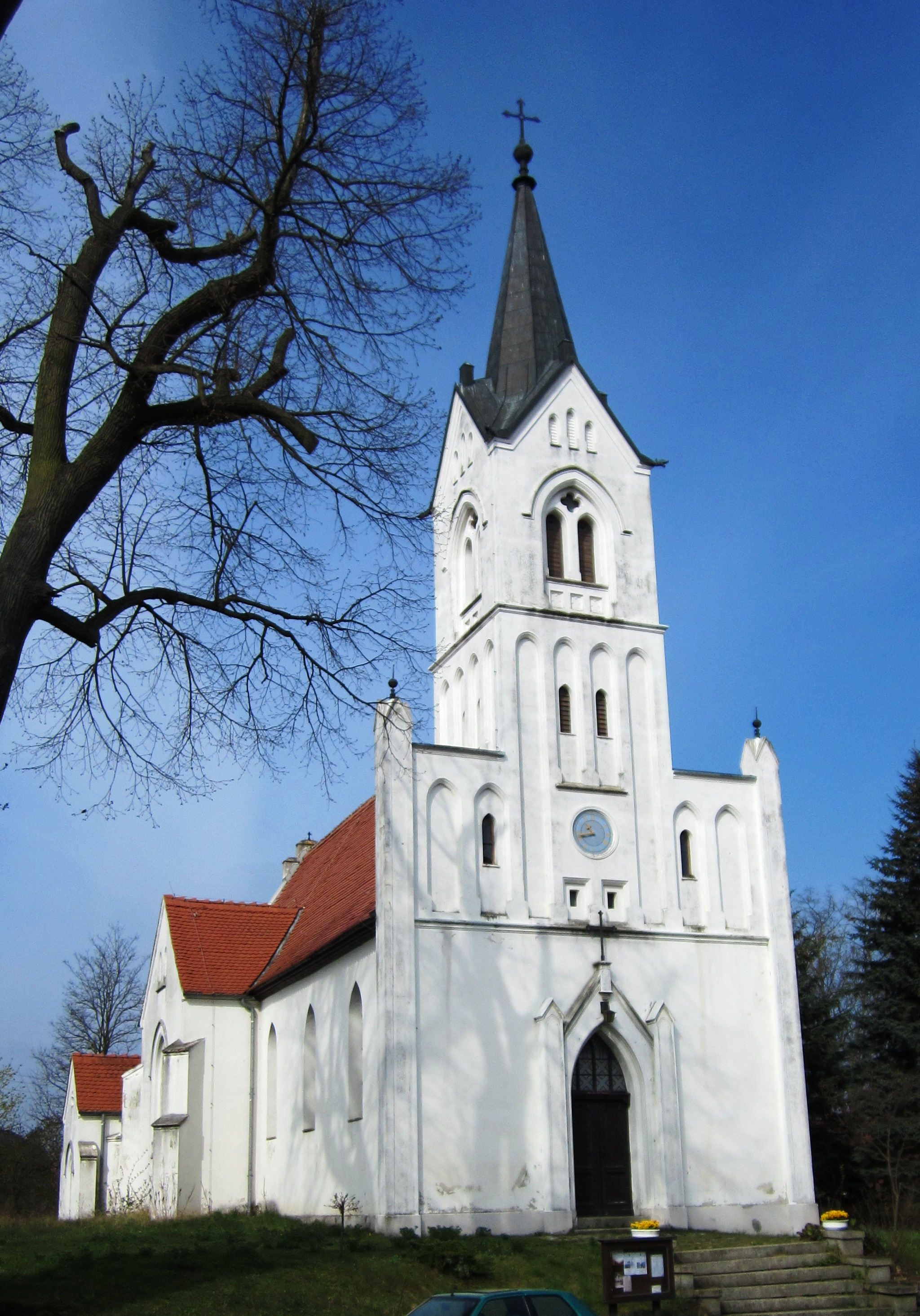
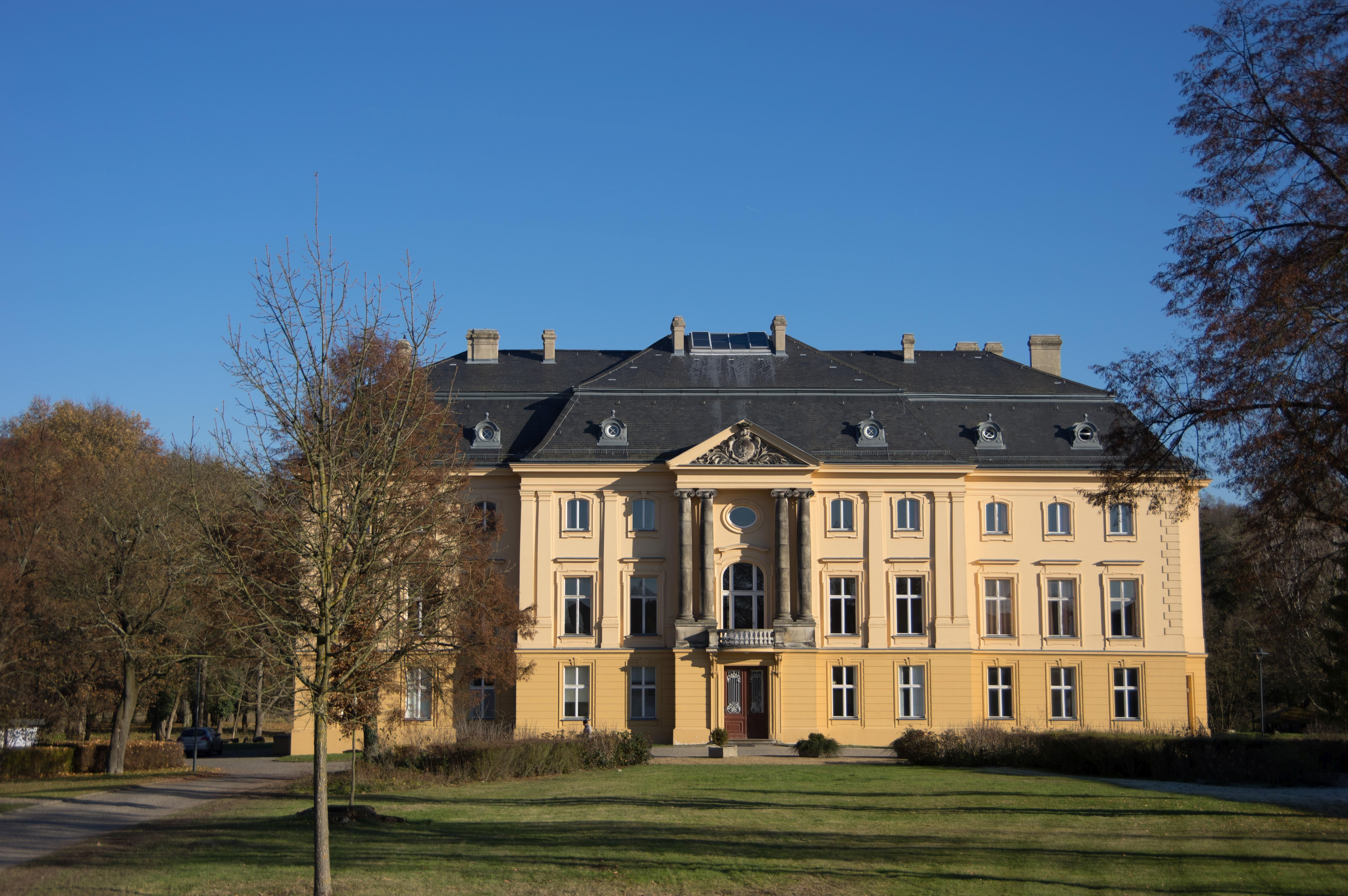
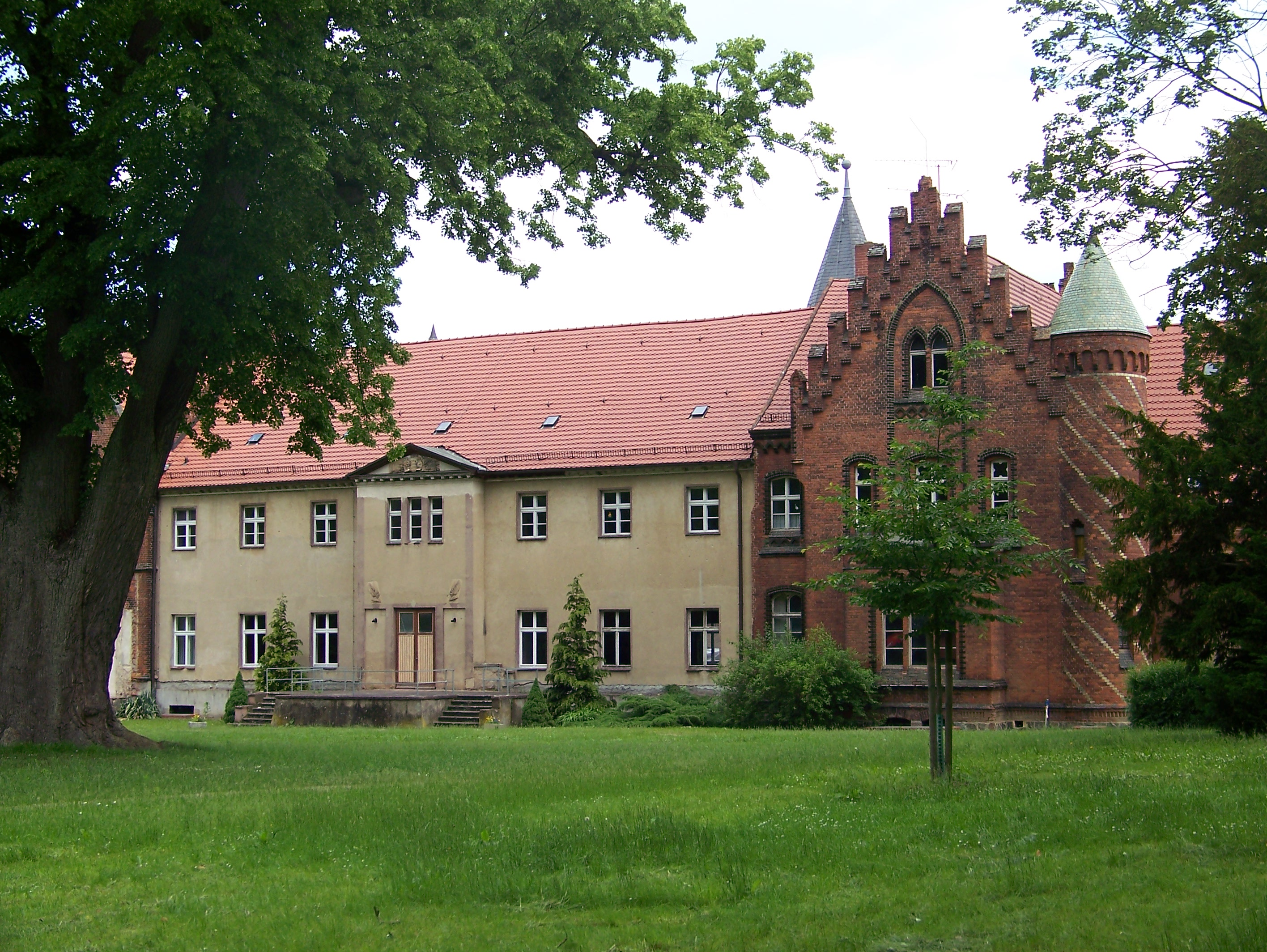